# لیبل (ناحیه ریخنوف ناد کنیژنوو)
لیبل (به چکی: Libel) یک منطقهٔ مسکونی در جمهوری چک است که در ناحیه ریخنوف ناد کنیژنوو واقع شده‌است.